# Parvovirose
Les parvoviroses sont des maladies causées par des virus de la famille des Parvoviridae (du latin « parvum », petit). 

## Espèces concernés
De nombreuses espèces animales sont touchées par ces maladies à type de gastroentérites :
- la parvovirose canine endémo-épidémique en France ;
- le typhus félin aussi appelé panleucopénie féline ;
- la parvovirose porcine ;
- la parvovirose de l'oie ou maladie de Derzsy ;
- la parvovirose du canard de Barbarie.

## Pathogénie
Chez l’humain, seul le parvovirus B19 est reconnu comme pathogène. Il est responsable du mégalérythème épidémique chez l'enfant et chez l’adulte primo-infecté de l’érythroblastopénie aiguë . Les formes les plus inquiétantes sont celles qui affectent les patients drépanocytaires, immunodéficitaires et les femmes enceintes.
La découverte chez certaines espèces de singes d’un parvovirus simien (SPV) très proche du parvovirus B19 dont la pathogénicité ne se révèle que chez l’animal immunocompromis fait craindre un risque de nouvelle zoonose humaine,.